# 2013 RC156
2013 RC156, também escrito como 2013 RC156, é um corpo celeste que está localizado no disco disperso, uma região do Sistema Solar. O mesmo possui uma magnitude absoluta de 7,5 e tem um diâmetro com cerca de 116 km.

## Descoberta
2013 RC156 foi descoberto no dia 12 de setembro de 2013 pelo The Dark Energy Survey.

## Órbita
A órbita de 2013 RC156 tem uma excentricidade de 0,782 e possui um semieixo maior de 171 UA. O seu periélio leva o mesmo a uma distância de 37,440 UA em relação ao Sol e seu afélio a 306 UA.